# Glòria Bordons de Porrata-Doria
Glòria Bordons de Porrata-Doria (Barcelona, 22 de setembre de 1953) és filòloga, pedagoga i investigadora de la literatura. És doctora en filologia catalana i llicenciada en història de l'art. És catedràtica de la Facultat d'Educació de la Universitat de Barcelona.

## Obra lingüística i pedagògica
Ha treballat l'aplicació de la lingüística textual a la didàctica de la llengua i la literatura amb publicacions, com ara la sèrie Trèvol (1984-1990), TXT. La lingüística aplicada al comentari de textos (1998), Literatura comparada. Propostes de treball (1993), Fantasiant amor (1997), Ensenyar literatura a secùndaria (2004) —les tres darreres en col·laboració amb Ana Díaz-Plaja—, Literatura catalana contemporània (1999) —amb Jaume Subirana—, La poesia contemporània (2009) Poesia i educació: d'internet a l'aula (2009), i Poesia contemporània, tecnologies i educació (2011).

## Joan Brossa
Glòria Bordons és considerada la màxima especialista en l'obra de Joan Brossa, a qui ella considera el seu «pare espiritual». N'ha estudiat l'obra des de mitjans de la dècada de 1970 i n'ha publicat treballs com els llibres Introducció a la poesia de Joan Brossa (1988), Aprendre amb Joan Brossa (2003) i Joan Brossa entre la paraula, el gest i la imatge (2014), a més de prologar, editar i antologar bona part de l'obra brossiana i de formular-ne propostes didàctiques. Va tenir cura de la publicació de la prosa completa de Brossa, que abasta mig segle de la seva producció i inclou molts materials fins aleshores inèdits. És membre del Patronat de la Fundació Joan Brossa per expressa voluntat del poeta i n'és també vicepresidenta d'Estudis.
Va impulsar l'organització d'un simposi internacional dedicat a Joan Brossa l'any del centenari del poeta.
També ha estat comissària de l'exposició literària Em va fer Joan Brossa (2003-2007), i de les antològiques itinerants Joan Brossa. Desde Barcelona al Nuevo Mundo (2005-2007), —aquesta en col·laboració amb el xilè Sergio González Valenzuela—, Joan Brossa en las alturas y sin red (2007-2008), Bverso Brossa (2008-2009), Joan Brossa, les etceteras infinis (2011) i Joan Brossa: escolteu aquest silenci (2013-2014).
Glòria Bordons dirigeix la Càtedra Joan Brossa, creada a la Universitat de Barcelona el 2022, que posarà a disposició de la recerca sobre el poeta l'Arxiu brossa, fins aleshores allotjat en el Museu d'Art Contemporani de Barcelona.